# 일렉트로니카 60
일렉트로니카 60(러시아어: Электроника 60, 영어: Electronika 60)은 구소련에서 만든 미니컴퓨터 시스템이다. 1978년에 발매되었으며, 1991
년에 단종되었다. 디스플레이나 저장 장치가 내장되어 있지 않은 랙 장착형 시스템이다. 일반적으로 15IE-00-013 터미널 및 I/O 장치와 쌍을 이루었다. 메인 로직 유닛은 M2 CPU 보드에 위치한다. DEC PDP-11/23의 무면허 복제 구현인 일렉트로니카 60은 일반적으로 소프트웨어와 호환되고 동일한 주변 장치를 많이 사용할 수 있으며 물리적으로 해당 모델과 유사하다.
테트리스의 오리지널 구현체는 1985년 알렉세이 파지트노프가 일렉트로니카 60용으로 개발했다. 일렉트로니카 60에는 래스터 그래픽스가 없기 때문에 텍스트 문자를 사용하여 블록을 형성했다.

## 사양
- M2 CPU:PDP-11 LSI CPU 클론
- 메모리:4KB 16비트 단어

## 같이 보기
PDP-11